# 威尔士足球北部联赛
威尔士足球北部联赛是威尔士的一个地区性足球联赛，覆盖该国的北半部。它与威尔士足球南部联赛共同构成了威尔士足球联赛系统的第二级，仅次于威尔士足球超级联赛。
威尔士足球北部联赛从2019–20赛季开始正式运行，这是威爾斯足球協會首次开始管理次级联赛。其前身是中北威尔士地区的威尔士足球联盟联赛。